# Wesmaelius coloradensis
Wesmaelius coloradensis är en insektsart som först beskrevs av Banks 1897.  Wesmaelius coloradensis ingår i släktet Wesmaelius och familjen florsländor. Inga underarter finns listade i Catalogue of Life.